# Ørjan Nyland
Ørjan Håskjold Nyland, född 10 september 1990 i Volda, är en norsk fotbollsmålvakt som spelar för Sevilla och Norges landslag.

## Karriär
Den 7 augusti 2018 värvades Nyland av Aston Villa, där han skrev på ett treårskontrakt. Den 5 oktober 2020 kom Nyland överens med Aston Villa om att bryta kontraktet.
Den 1 februari 2021 meddelade Norwich City att de värvat Nyland på ett korttidskontrakt över resten av säsongen 2020/2021. Den 17 augusti 2021 värvades han av Bournemouth och skrev på ett ettårskontrakt.
Den 10 mars 2022 skrev Nyland på ett korttidskontrakt med Reading fram till slutet av säsongen 2021/2022. Den 20 maj 2022 meddelade Reading att Nyland skulle lämna klubben då hans kontrakt gick ut.